# Palladuc
Palladuc é uma comuna francesa na região administrativa de Auvérnia-Ródano-Alpes, no departamento Puy-de-Dôme. Estende-se por uma área de 13,17 km². Em 2010 a comuna tinha 559 habitantes (densidade: 42,4 hab./km²).